# Університет Райса
Університет Вільяма Марша Райса (англ. William Marsh Rice University) або Університет Райса (англ. Rice University) — приватний дослідницький університет США, який знаходиться в Х'юстоні, штат Техас поблизу Х'юстонського музейного округу та Техаського медичного центру.
Заснований в 1912 році та названий ім'ям Вільяма Марша Райса — людини, яка вклала усі свої статки в створення вільного університету, який відкрився вже після його смерті. З того часу університет досяг значного успіху в дослідженнях та освіті, підготував безліч видатних випускників, серед яких 81 лауреат стипендійної програма Фулбрайта, 17 лауреатів стипендії Маршалла, 11 лауреатів стипендії Родса, 303 лауреата стипендії Національного наукового фонду. Для своїх масштабів університет має дуже високий рівень науково-дослідницької діяльності з об'ємом фінансування в $95,9 млн станом на 2010 рік. Університет Райса проводить прикладні дослідження в галузі штучного серця, структурного хімічного аналізу, космічних наук та нанотехнологій.
Університет розділений аналогічно моделі Оксфордського та Кембриджського університетів: до його складу входять 11 коледжів та 8 академічних шкіл.
Спортивна команда Райса, включно і з олімпійськими чемпіонами, входить до Дивізіону-1 Національної асоціації студентського спорту; один із головних суперників закладу — Університет Г'юстона.

## Історія

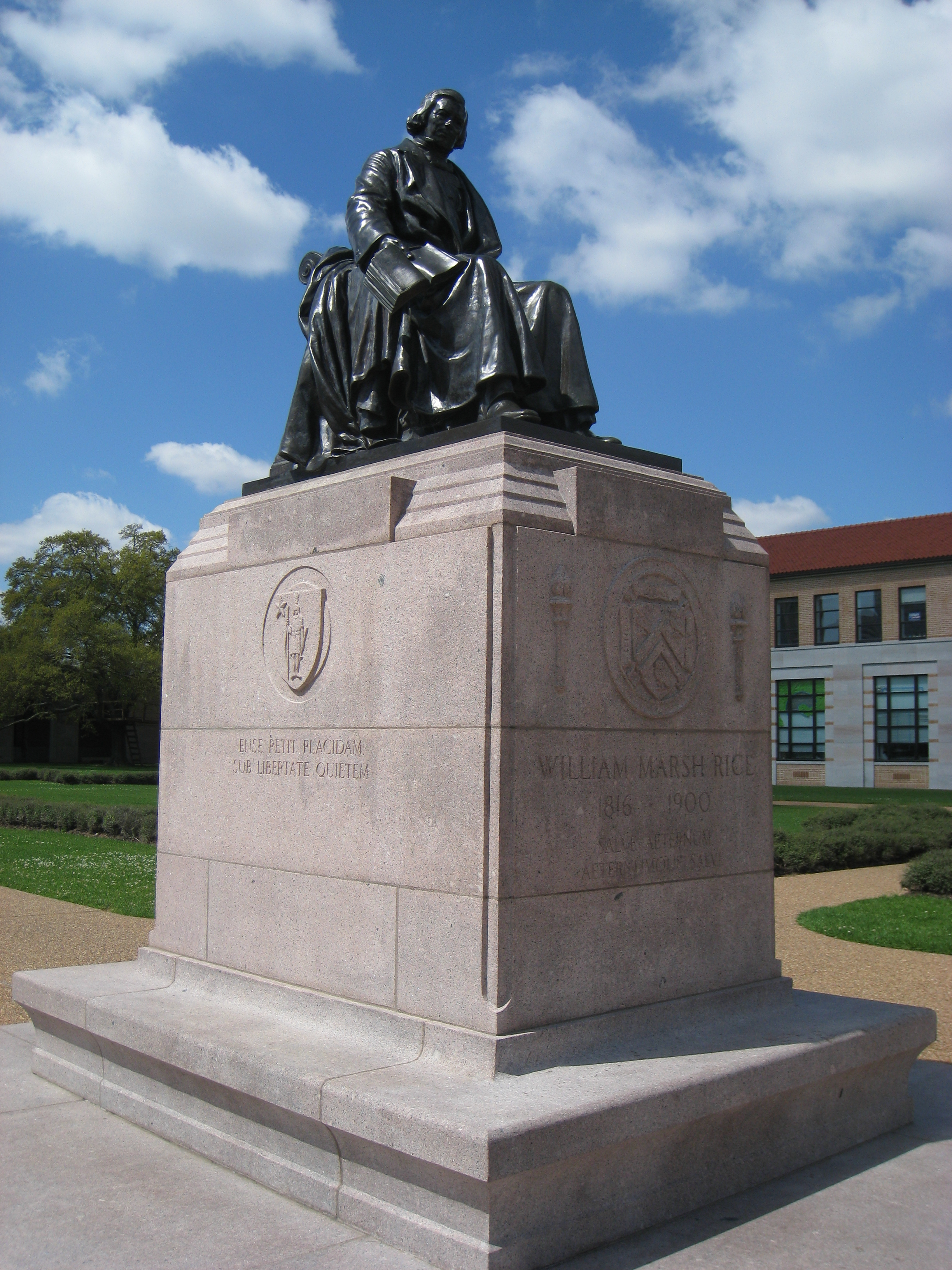
Пам'ятник засновнику університету — Вільяму Райсу

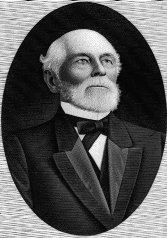
Вільям Марш Райс

Історія університету починається з передчасної смерті массачусетського бізнесмена Вільяма Марша Райса. Він заробив свій спадок завдяки нерухомості, будівництву залізниць та торгівлі бавовною в Техасі.
У 1891 році Райс вирішив заснувати навчальний заклад в Х'юстоні, і виділив на цю справу більшу частину своїх доходів. На ранок 23 вересня 1900 року Райс був знайдений мертвим своїм слугою, імовірно смерть була уві сні. Невдовзі, після цього інциденту, нью-йоркський адвокат Райса — Альберт Патрік спробував зняти готівку з чеку на величезну суму, який був підписаний Райсом, проте касир банку помітив виправлення в імені одержувача чека. Після чого Патрік заявив, що Райс змінив свою волю і вирішив залишити спадок своєму адвокату, а не віддати на створення навчального закладу. Подальше розслідування на чолі з окружним прокурором Нью-Йорка призвело до арешту А. Патріка та слуги Райса — Чарльза Джонса, який зумисно отруїв свого господаря хлороформом поки той спав.
Друг Райса і його особистий адвокат в Х'юстоні — Джеймс Бейкер (батько відомого політика Джеймса Бейкера III), взявся за справу про підробку чека і усіма силами допомагав реалізувати ідею свого друга. Знадобилося майже десять років, щоб Джонса і Патріка визнали винними в змові з метою розкрадання грошей та вбивстві.
Нерухомість Райса оцінювалася в $4,6 млн. В 1904 році ($112 млн сьогодні), для управління і контролю над цими активами була створена Рада піклувальників.
У 1907 році Радою піклувальників на посаду глави поки ще планованого університету, був обраний завідувач кафедри математики і астрономії в Принстонському університеті Едгар Оделл Ловетт. Його кандидатуру рекомендував президент Принстонського університету і майбутній президент США — Вудроу Вілсон. У 1908 році Ловетт прийняв пропозицію і 12 жовтня 1912 року — офіційно вступив на посаду, ставши першим президентом університету Райса (на той час Інституту Райса (англ. Rice Institute)). Він ретельно готувався до призначення на посаду: в період з 1908 по 1909 рр. відвідав 78 вищих навчальних закладів по всьому світу. Особливе враження на нього справили естетика архітектури в Пенсильванському університеті та система житлових коледжів в Кембриджському університеті, що через деякий час було реалізовано в самому університеті Райса. Едгар Ловетт своїми діями прагнув до створення університету «вищого ґатунку».

### Створення та розвиток університету

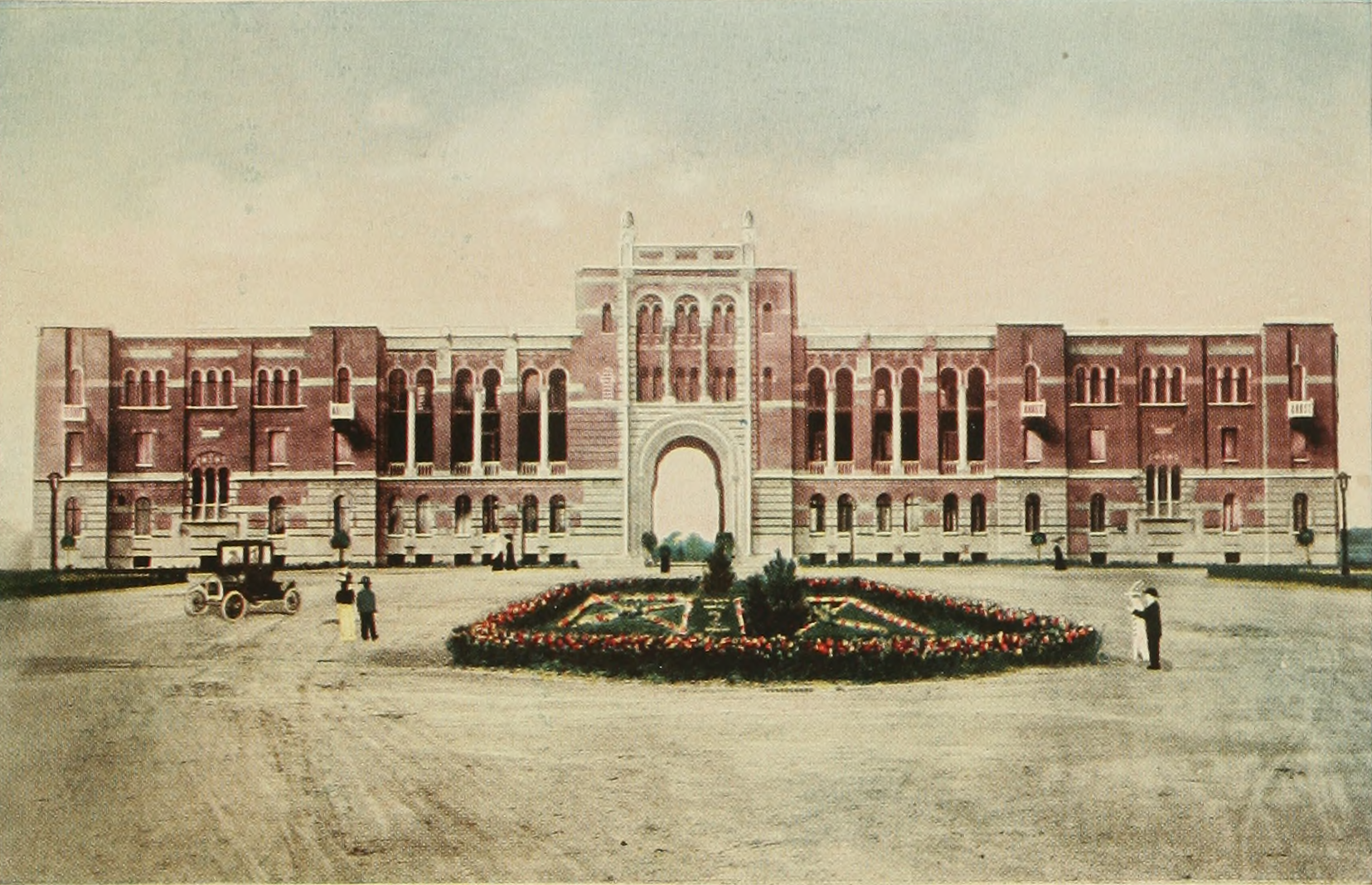
Будівля Адміністрації

У 1911 році було закладено наріжний камінь першої будівлі інституту, яким стала будівля Адміністрації, сьогодні відома як Ловетт Холл (названа на честь першого президента університету). У річницю вбивства Вільяма Райса був оголошений девіз інституту і розпочалися заняття; на перший курс було зараховано 77 студентів. В Райсі організували спільне навчання юнаків і дівчат, що було незвично для тих часів.
Через три тижні після відкриття тут відбувся міжнародний академічний фестиваль, який привернув увагу всього наукового світу. Вже у 1916 році інститут випустив своїх перших студентів, які отримали 35 ступенів бакалавра та одну ступінь магістра, а в 1918 році — привласнена перша докторська ступінь.
Серед першочергових об'єктів будівництва також був пам'ятник засновнику — бронзова статуя сидячого Вільяма Райса, яку встановили у 1930 році на площі біля Ловетт Холла. Структура університету з організацією житлових коледжів, запропонована президентом Ловеттом, була прийнята в 1958 році: з'явилися коледж Бейкера, коледж Райса, Хансзен коледж та Вієсс коледж.
У 1959 році — був запущений Комп'ютер інституту Райса (виведений з експлуатації в 1971 році).
У 1960 році — Інститут Райса офіційно був перейменований в Університет Вільяма Марша Райса.

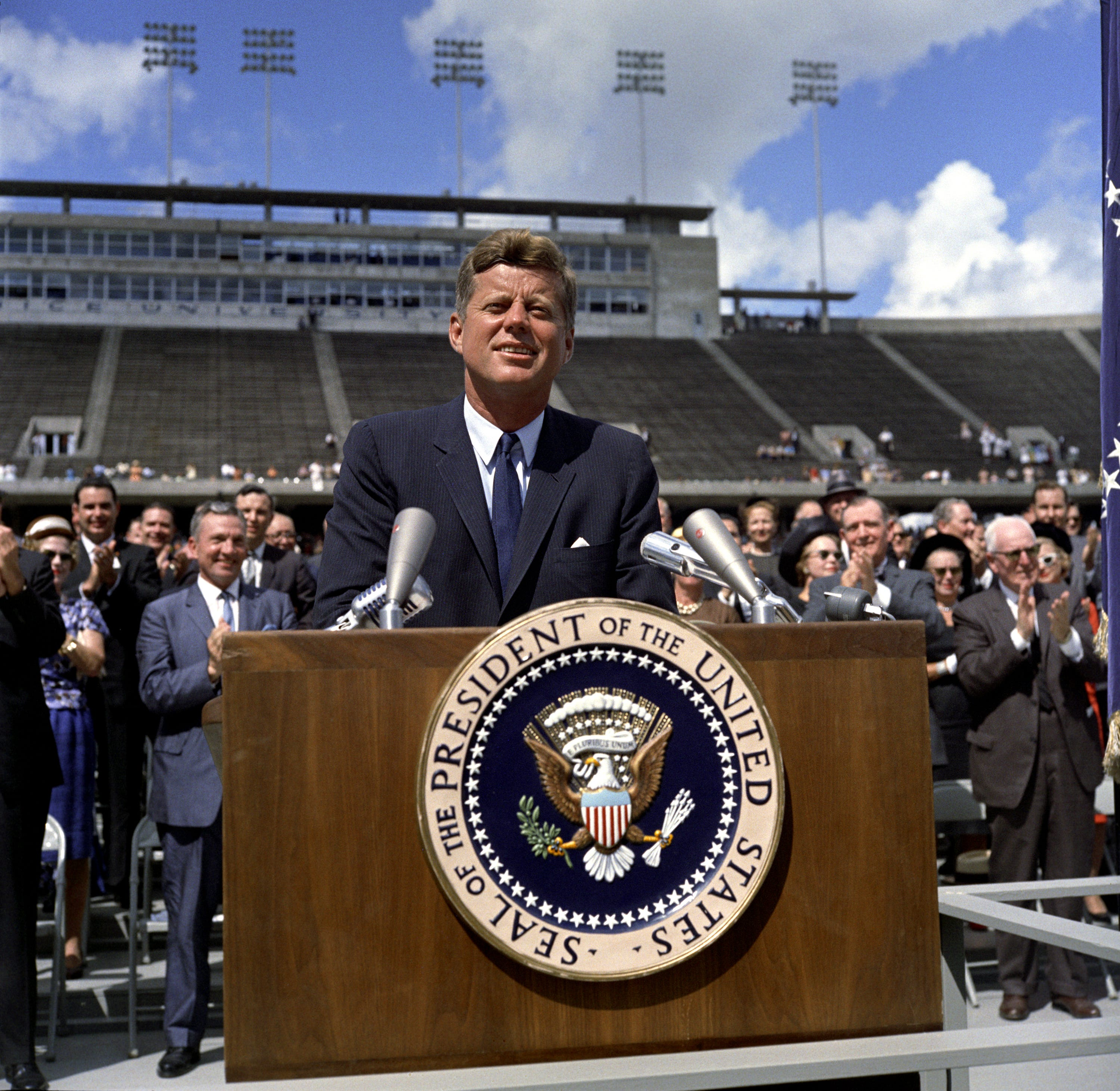
Виступ Джона Кеннеді на стадіоні університету

Університет виступав в якості тимчасового посередника в передачі землі між Humble Oil, компанією Refining та НАСА для створення центру з розробки пілотованих космічних кораблів (сьогодні Космічний центр імені Ліндона Джонсона) до 1962 року. Президент Джон Кеннеді пізніше виступив з промовою на стадіоні університету Райса, де заявив, що США мають намір висадитися на Місяць до кінця 1960-х років, і «стати провідною космічною нацією в світі». Зв'язок університету з космічним центром НАСА в Х'юстоні залишається сильною і до сьогодні.
В оригіналі статуту університету говорилося, що до навчання приймаються тільки «білі жителі Х'юстона і штату Техас». У 1963 році Рада керуючих Університету Райса подала позов, метою якого було внесення змін у статут, які б дозволили приймати на навчання студентів всіх рас і отримувати оплату за навчання. У 1974 році відкрилися дві нові школи: Вища школа менеджменту Джессі Джонса та Музична школа Шеферда. У 1979 році — відкрилася школа соціальних наук.
Близько 40 років житло в кампусі університету надавалося тільки чоловікам. Коледж Джонса став першим коледжем, який почав надавати житло і жінкам, а незабаром до нього приєднався Коледж Брауна. Ходила легенда, що коледжі для жінок і для чоловіків розташовувалися на протилежних кінцях кампусу як спосіб збереження пристойної поведінки, яка тут високо цінується. На території навіть були заборонені лавки, через побоювання, що вони «можуть призвести до тісних взаємин між чоловіками та жінками». У міру зростання університету в 1968 році відкрився Коледж Ловетта, в 1971 році — Коледж Сід Річардсона, в 2002 році — Коледж Мартел.

### Новітня історія
У 1990 році — в університеті пройшов економічний саміт промислово розвинених країн світу.
У 1993 році — відкрився Інститут громадської політики Джеймса Бейкера III, розташований в кампусі Райса.
У 1999 році — університетська команда з бейсболу зайняла 1-е місце в країні, і продовжувала утримувати лідерство впродовж восьми тижнів. А в 2003 році — виграла національний чемпіонат з бейсболу, отримавши перемогу над командами Техаського і Стенфордського університетів.
У 2008 році — президент університету Девід Леброн опублікував план з десяти пунктів під назвою «Бачення другого століття», в якому було заплановано збільшення фінансування наукових досліджень, зміцнення існуючих програм та розширення співпраці. Також в планах було створення нового розважального центру, ремонт стадіону і відкриття двох нових житлових коледжів: коледжу Дункана та коледжу Макмертрі (були відкриті в 2009 році).

## Рейтинг і репутація
У 2010 році — університет зайняв:
- 17-у позицію в рейтингу «Національні університети» видання US News & World Report[25]
- 47-ю позицію в загальносвітовому рейтингу Times Higher Education World University Rankings[26]
- 99-ю позицію в Академічному рейтингу університетів світу

У 2014 році — університет зайняв 45-у позицію в Академічному рейтингу університетів світу.

## Навчання
Університет Райса є приватним і управління ним здійснюється через опікунську раду, яка складається з 25 членів з правом голосу, які призначаються на 4 роки і мають змогу обиратися на наступний термін. До ради піклувальників входять особи, які мешкають тільки в штаті Техас, при цьому як мінімум четверо з них повинні бути з Х'юстона або його передмістя. Радою піклувальників вибирається адміністрація університету: президент, шість віце-президентів та інші посадові особи. Президент головує в раді професорсько-викладацького складу та має право змінювати навчальні плани, створювати нові освітні програми, затверджувати кандидатів на здобуття ступенів. Університет має ендавмент з капіталом в $3,6 млрд. (станом на 2009 рік).
Студенти вступають на перший курс університету без зарахування в конкретну академічну школу (крім музичної та архітектурної шкіл), їм надається можливість самим визначити свій основний предмет. Так, в ході навчання, студент може змінити напрямок своїх досліджень або ж доповнити їх.
Навчання організовано у восьми школах, шість з яких спеціалізуються на основній освіті, а дві — на післяуніверситетській освіті. Університет пропонує 40 програм підготовки бакалаврів, 51 — підготовки магістрів та 29 докторських програм.

## Студентське життя
Університет має вдале розташування та інфраструктуру не лише для освіти і досліджень, але і для відпочинку. Поруч розташований міський парк, в якому працюють Х'юстонський музей природних наук, Х'юстонський зоопарк, Театр Міллера та 18-лучне поле для гольфу. Неподалік знаходиться ще більше десятка музеїв і художня галерея, яка працює протягом навчального року. Є легкий доступ до театрів, району нічних клубів, який забезпечує Х'юстонське метро, головні ворота кампусу буквально примикають до станції.
При зарахуванні студенти розподіляються по коледжах випадковим чином, виняток становлять лише брати і сестри. Житло в кампусі гарантується протягом перших трьох років навчання.

### Традиції
За час свого існування в кожному коледжі сформувалися власні традиції, найбільш відомі і значущі: Бейкер-13, Бір-Байк та Тиждень Віллі.

#### Бейкер-13
Традиція, за якою 13-го і 31-го числа кожного місяця (або 26-го, якщо днів менше за 31) о 22 годині студенти біжать по університетському містечку в одних черевиках, при цьому вони намазані кремом для гоління. Авторами традиції стали студенти коледжу Бейкера. Як правило, «забіг» привертає до участі невелике число студентів, проте в ніч Хелловіна, а також в перший і останній навчальні дні року число охочих стає значно більшим.

#### Бір-Байк
Бір-Байк є поєднанням велогонки, конкурсу на швидкість пиття пива, а також перестрілки кульками з водою. Традиція бере початок з 1957 року, тоді ж були розроблені правила конкурсу, такі як заборона громіздкого і вологого одягу, який здатен поглинути або приховати від інших пролите пиво. Кожен житловий коледж, а також асоціація аспірантів беруть участь своїми командами. Крім цього, є жіночі збірні та, навіть, команди випускників, для яких Бір-Байк є можливістю згадати студентські роки та познайомитися з першокурсниками.
У 1990 році також з'явився термін Тиждень Віллі — тиждень до початку Бір-Байка, протягом якого студенти пустують і бешкетують.
Бір-Байк — одна з найбільш помітних студентських подій в Райсі. У 2009 році велосипедна гонка була присвячена пам'яті професора, доктора Білла Вілсона, який помер на початку року.

## Випускники та викладачі
В університеті Райса працювало багато відомих вчених та нобелівських лауреатів, а випускники зуміли досягнути значних успіхів у різних галузях та стали знаменитими письменниками, політиками, науковцями, космонавтами.

### Викладачі
- Герман Джозеф Мюллер — американський генетик, лауреат Нобелівської премії з фізіології та медицини (1946)
- Річард Смоллі — американський фізик, відкривач фулеренів, лауреат Нобелівської премії з хімії (1996)
- Роберт Керл — американський хімік, лауреат Нобелівської премії з хімії (1996)
- Франклін Чанг-Діас — інженер, фізик і астронавт НАСА
- Едуард Джереджян — американський дипломат вірменського походження
- Джуліан Гакслі — англійський біолог, еволюціоніст і гуманіст, політик. Є одним із творців Синтетичної теорії еволюції. Перший генеральний директор ЮНЕСКО і Всесвітнього фонду дикої природи
- Ніл Лейн — американський фізик, директор Національного наукового фонду США в 1993—1998 роках

### Випускники
- Роберт Вудро Вільсон — американський фізик, лауреат Нобелівської премії з фізики (1978)
- Шеннон Вокер — американська жінка-астронавтка і вчена
- Пеґґі Вітсон — американська біохімік, астронавтка НАСА, перша жінка-командир Міжнародної космічної станції
- Дженіс Восс — американська інженерка і астронавтка НАСА
- Джон Олівас — американський інженер і астронавт НАСА
- Такао Дої — японський астронавт і ветеран двох місій НАСА
- Ребекка Сілфон — студентка на домашньому навчанні з США, яка стала переможницею національного конкурсу з вимови слів
- Говард Робард Г'юз молодший — американський промисловець-підприємець, інженер, піонер та новатор американської авіації, режисер, кінопродюсер, а також один з найбагатших людей в світі
- Хатт Дейв — американський розробник програмного забезпечення, співробітник Apple (входить до команди розробників браузера Safari)
- Кендес Бушнелл — американська письменниця і оглядачка
- Елізабет Мун — американська письменниця в жанрі наукової фантастики
- Вільям Лютер Пірс — американський політичний діяч, письменник
- Енніс Паркер — американський політик, мер Х'юстона